# 广州海珠有轨电车1号线
广州海珠有轨电车1号线（工程名：海珠环岛新型有轨电车系统；线路代码：THZ1），是广州市第一条有轨电车线路，位于中国广东省广州市海珠区，由广州地铁集团下属全资子公司广州有轨电车有限责任公司投资、融资、建造、营运。线路代表色為█翠绿色。

## 概要
本线的先行试验段（一期）工程，已于2014年12月31日开通試乘。
目前线路起点为广州塔东北侧下的同名车站，沿阅江路北侧沿江行驶，途中经一座专为有轨电车行驶的“有轨电车黄埔涌桥”并下穿猎德大桥后到达猎德大桥南站，随后线路沿途穿过华南大桥、琶洲大桥等过江桥梁；途经琶醍啤酒文化艺术区、琶洲互联网创新集聚区以及广交会展馆等地。从琶洲大桥南站出站后转入琶洲村范围，经过琶洲塔附近的琶洲塔站后转入新港东路往东方向到达万胜围站。
先行首通段工程采取地面线方式绕过磨碟沙车辆隧道、新建一座专为有轨电车行驶的涌桥、距离高压线塔基础5米以外修建有轨电车轨道等等，均是本工程的节点之一。此外，先行首通段的广州塔站、万胜围站两个起訖站都预留延伸条件。
先行首通段的西端终点站曾在广州塔西北侧设有原广州塔站，后因阅江路品质提升项目，该站被拆除，终点站迁至原广州塔东站，广州塔东站重建后同时更名为广州塔站，两站之间的区间路轨亦被拆除，路线总长度也由原先7.7公里缩短至7公里。

海珠有軌電車1号线线路图，按真實走向比例繪畫

## 历史

### 规划
2012年11月3日，广州市举行“合作发展新型轨道交通装备项目”签约仪式，時任广州市市长陈建华和中国南车总裁郑昌泓出席并签订合作协议。
2012年10月24日，海珠环岛新型有轨电车试验段工程开始第一次环评公示；同年11月22日，开始第二次环评公告。2013年4月16日，试验段工程环境影响报告书（报批稿简本）在广州市环保局网站上公示。

### 兴建
2013年11月11日，海珠有轨电车工程先行试验段开始建造。
2014年2月，万胜围至会展西段已完成50米样板轨道铺设。3月26日，磨碟沙停车场開工興建。11月20日，琶醍站正式开工。12月12日，磨碟沙停车场达到停车条件，正式迎来第一趟有轨电车。

### 运营
海珠区有轨电车先行首通段将2014年12月31日上午10时正式开通试乘，琶醍站暂不对外开放。同日上午9时，時任广州市市长陈建华为首班车鸣笛。在2015年1月1日的元旦假期首日，共有19,623人来搭乘有轨电车。
2015年2月12日起，试验段转入全线试运营阶段。同年10月21日，琶醍站开通运营。
2021年9月，本线的全称及简称改为“海珠有轨电车1号线”、“海珠有轨1号线”，地铁报站、线网图等各种物料陆续转用新名称。
2024年11月12日14:00起，本线全线暂停服务；次日起，广州塔和广州塔东站停止服务，列车运营临时截短至猎德大桥南站，广州塔东站将改造成为本线终点站，包括广州塔站在内的广州塔东站以西部分将拆除。
2025年1月15日，本线由初期运营转入正式运营。
2025年5月17日，本线全线暂停服务，以配合会展西路隧道建设而临时迁改线路；次日起，会展西站暂停服务，列车将不停站通过该站。

#### 缩短至广州塔东站
受海心桥占用广州塔站西侧交叉渡线的部分空间作安检区域影响，本线列车长期只能借用猎德大桥南站西侧的单渡线完成单线往返运行，运行效率极大受影响。当局亦称有轨电车轨道和设备阻隔广州塔游客进入珠江边步道和观景视线；同时避让有轨电车空间使得无障碍通道缺失，且相关通道不符合安全疏散要求，节假日高峰期间更多次为维持广州塔周边地区秩序，而临时截短线路至猎德大桥南站。故计划对该路段进行迁改，并将释放出的空间纳入广州塔景区的一部分。
2024年9月，有轨电车公司发布招标公告，拟配合阅江路品质提升项目（周边整治及景观提升），将本线终点站由广州塔站迁至广州塔东站，并拆除广州塔东站以西路轨，同时在该站东侧增建供列车折返用的交叉渡线并改造部分区间的机电系统。相关工程于2024年11月12日启动，并于2025年6月竣工。相关改造工程完成后，本线路西段终点站于2025年7月1日起调整至新广州塔站，同时线路总里程缩短至7km。
线路缩短后，终点广州塔东站与地铁广州塔站换乘距离将增加至500米，乘客步行需时约6分钟。为改善换乘条件，线路迁改的最初设计方案中，便是改于广州塔二层平台下方设站；但该方案需拆除广州塔部分附属设施，工期和投资额将显著加大，且消防疏散空间不足，故是次工程不会实施，而是仅在广州塔东站预留线路远期延伸至该处的条件。

## 建筑

### 车站
海珠有轨电车1号线起始于万胜围，终止于广州塔，基本沿新港东路、琶洲塔路和阅江路布设。线路共设置10座车站，均为地面站。
| 車站編號 | 站名       | 接駁路线                         | 所在位置                 | 车站形式     | 啟用時間       |
| -------- | ---------- | -------------------------------- | ------------------------ | ------------ | -------------- |
| THZ101   | 广州塔     | 广州塔站：3号线 309、APM线 APM01 | 阅江西路、广州塔东侧     | 地面侧式站台 | 2014年12月31日 |
| THZ102   | 猎德大桥南 |                                  | 猎德大桥南侧东端         | 地面侧式站台 | 2014年12月31日 |
| THZ103   | 琶醍       |                                  | 磨碟沙隧道上方           | 地面侧式站台 | 2015年10月21日 |
| THZ104   | 南风       |                                  | 阅江西路与南风西路交会处 | 地面侧式站台 | 2014年12月31日 |
| THZ105   | 会展西     |                                  | 阅江中路与会展西路交会处 | 地面侧式站台 | 2014年12月31日 |
| THZ106   | 会展中     |                                  | 阅江中路与会展中路交会处 | 地面侧式站台 | 2014年12月31日 |
| THZ107   | 会展东     |                                  | 阅江中路与会展东路交会处 | 地面侧式站台 | 2014年12月31日 |
| THZ108   | 琶洲大桥南 |                                  | 琶洲大桥南侧东端         | 地面侧式站台 | 2014年12月31日 |
| THZ109   | 琶洲塔     |                                  | 新港东路北侧、琶洲塔东侧 | 地面侧式站台 | 2014年12月31日 |
| THZ110   | 万胜围     | 万胜围站：4号线 421、8号线 828   | 新港东路琶洲新馬路口东侧 | 地面侧式站台 | 2014年12月31日 |

### 停车场
海珠有轨1号线在磨碟沙公园内设置磨碟沙停车场，供有轨电车车辆停泊及列车检修等。磨碟沙停车场在2014年12月迎来第一趟有轨电车进场。

## 行車安排
目前，海珠有轨电车1号线的运营时间为广州塔至万胜围方向7:30-22:00，万胜围至广州塔方向7:30-22:40。遇节假日或暑期客流高峰，或广州塔、广交会展馆及周边地区举行活动时会有特殊运营安排。在2020年前，有轨电车会在举办广交会期间的高峰期按大小交路模式组织行车，部分列车会从广州塔站以及万胜围站出发后，以会展东站为终点站；届时行车间隔会有所调整。2020年后，有轨电车公司未如往年般开行广交会短线车。
在有轨电车开通试乘期间，服务时间为9点整至17点整，全天行车间隔为13分钟；2015年2月起至2015年10月20日，末班车时间延长至21:00，全天12小时载客，列车间隔也压缩至9分钟一班。
2015年10月21日起，服务时间调整为8点整至22点整；转乘高峰8点整至8点30分期间，万胜围站发车间隔最小为6分30秒；以及迎合到琶醍消费的人士需要，广州塔到琶醍站之间的服务时间延长至23:30，行车间隔为13分钟。
2018年10月19日，於周五至日周延長服務時間。
2020年2月2日起，受疫情影响，每周五至周日的琶醍短线车暂停服务。目前该短线车仍未恢复。
2021年3月18日起，工作日早高峰时段（7:40-10:10）的小交路列车改为广州塔－会展西，使得由广州塔站开往南风站的列车行车间隔将缩短至5分钟左右。2022年12月19日起，取消早高峰广州塔至会展西的小交路短线车。

## 票务
同APM线一样，票价现时不論距離一律2元人民幣。系統不使用传统的非接觸式IC芯片卡式单程票，改由一張印有二维码的紙質車票取代。上車前在位於站台的自動售票機購買單程票，上车后将二維碼車票放在指定验票位置，印有二維碼的一面向上扫描，听到“嘀”一声後便完成验票。验票设备均设置在列车车厢内近车门处。有轨电车亦支持上车时使用羊城通、岭南通、广州地铁日票、佛山地铁日票、广州城市旅游卡、交通联合一卡通和银联信用卡支付车资。当使用嶺南通（羊城通）和广佛两地发行的交联卡时，可享受广州市公共交通优惠。
与世界大部分有轨电车、輕鐵系統一样，所有车站均采用开放式站台的设计。月台上不設閘機。但與國內其他新型有軌電車不同的是，廣州有軌電車在月臺上設置了售票機，主导乘客自助使用简约式售票设备完成购票，且並不提供上車投幣服務。2013年12月16日，自动售检票系统第一版样机制作完成。
为防止乘客无票乘车，有轨电车公司會派出巡查員在各列車車廂內隨機抽查乘客車票，並會向无票乘客收取车费或指引乘客刷卡。
在開通試乘期間（2014年12月31日至2015年2月11日），各站只會發售「試乘紀念券」，售價同樣2元。憑該券可在券面日期當日無限次乘坐有軌電車，此期間共發售過六款不同圖案的試乘券。試乘期間不發售正式單程票，也不能使用羊城通乘車。2015年2月12日起，可使用羊城通或站台中部之售票机购买的单程票上车，一人一票制。虽车票名为“单程票”，但体验期内车票仍为当天不限次数乘坐（使用羊城通者亦然）。当天重复乘车时无需在车门验票机上刷卡或验票（再次刷卡会被扣取一程车费），遇上查票时只需出示当天的单程票或有当天有轨电车乘车记录的羊城通。
2015年10月30日起，票務政策調整為按次收費，每人每次2元，不再是之前體驗期時的當天不限次數乘坐。

## 用车

### 电车

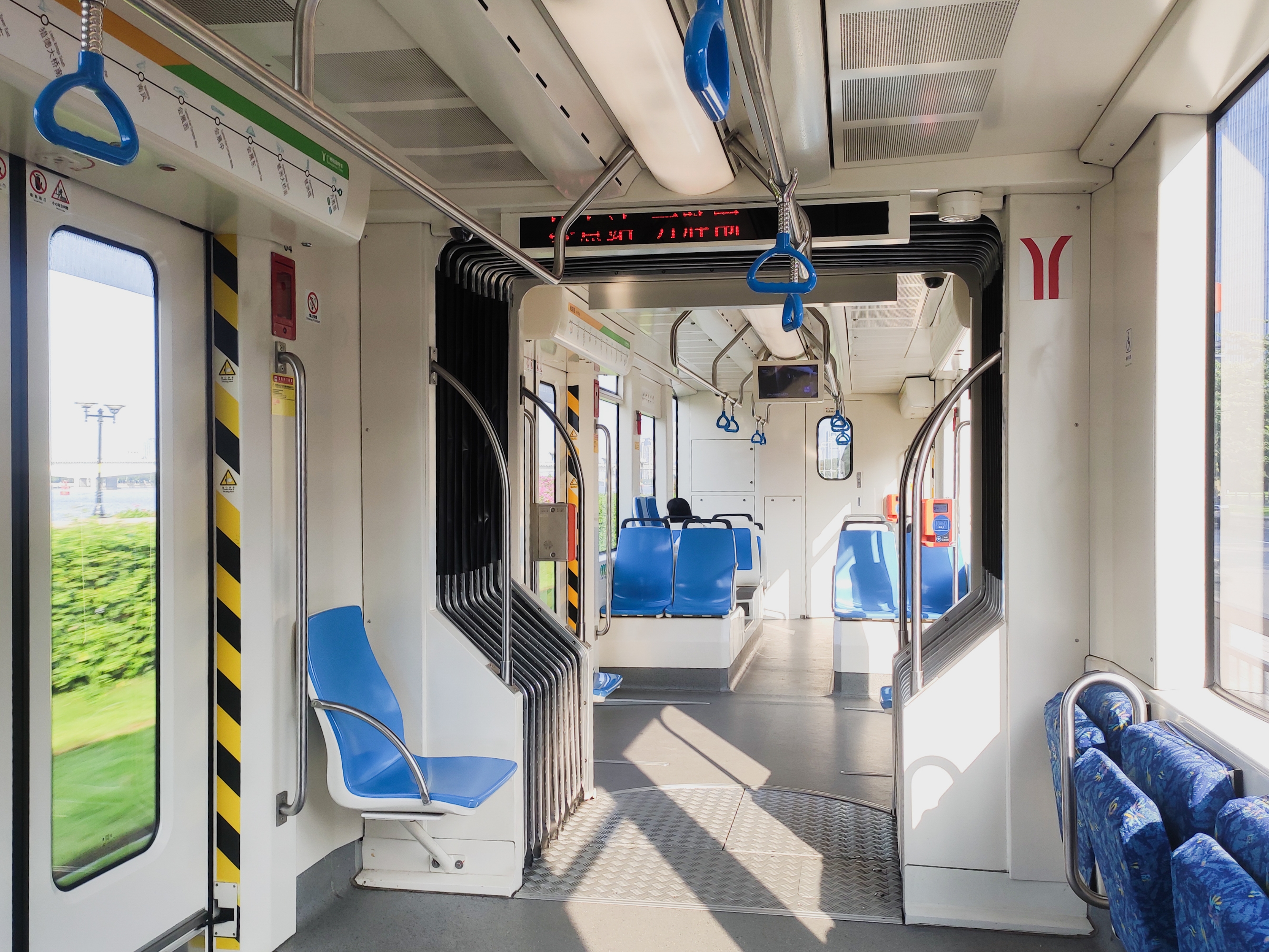
车厢内部

海珠环岛新型有轨电车由南车株洲和广州南车制造，共计制造7列（其中株洲工厂生产首2列）计28辆（4节编组，-Mc1+T++M+Mc2- ）。列車定員305人，滿載368人。
2013年6月底签订车辆采购合同；11月28日，首节车体涂装完成；2014年5月28日，首輛列车于株洲工厂下线；后于6月18日运抵广州南车城轨基地。9月20日，首列車交付给廣州有軌電車公司。
该款电车是融合了中国南车超级电容技术和西门子的Combino Plus平台的超级电容有轨电车，利用储能装置实现无接触网运行，车站设有充电受流系统，当车辆进站时，通过车辆上的被动式受电器对储能系统充电，从最低电压到完全充满的站内最大充电时间（含动态及停车充电）不大于30秒。另外，列车采用100%低地板设计（空载时列车地板与站台的高度差仅35cm），方便乘客上落。
车辆外观由德國設計公司 büro+staubach 負責設計，在构图上展现广州独特的城市个性。车头头型分隔隐含簡體的“广”字，在色彩方案上使用木棉花抽象设计。车内设有73个座椅（含2处6个折叠座椅），设置无障碍可供空间供轮椅人士、携带折叠单车人士使用；车内亦配备WiFi无线上网服务。
首列车已于2014年9月28日運抵會展東站附近的有軌電車存車線，进行第一階段試車。截至2014年12月21日，首批7列车全部制造完毕并进行测试。

### 工程车辆

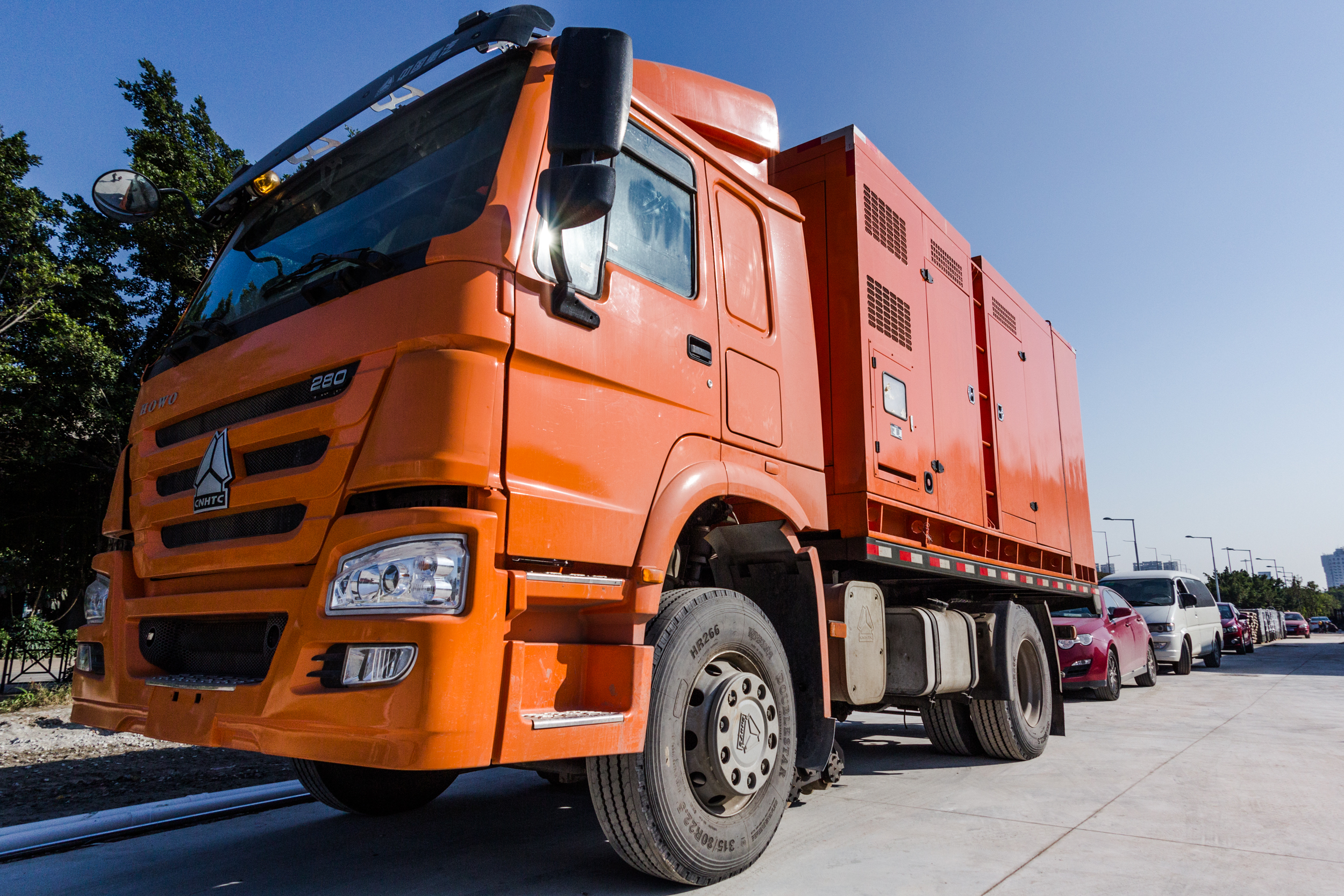
救援车辆

海珠试验段使用的具备充电功能的公铁两用车，不仅适用于有轨电车车辆发生故障时的正线救援牵引作业及车场内的牵引调车作业，同时还具备运载充电救援装置的功能。公铁两用车自带柴油发电机及车载充电装置，当充电站故障时，可使用公铁两用车快捷式插头接入充电站，通过车站充电轨为上下行列车提供充电电源。

## 利用状况
本线沿珠江而行，串联地铁车站、广州塔景区和沿线多个旅游集散地，优越的线位吸引不少市民及游客乘坐本线观光，节假日高峰期更是人满为患。此外，随着越来越多企业陆续入驻琶洲西区，本线亦吸引部分上班族通过本线接驳地铁。
2024年，全线日均客流1.42万人次。作为以观光为主的线路，本线首末站和中途站的客流差异显著。2023年，广州塔站的日均客流6,638人次，占全线46.7%；另一终点站万胜围3,485人次，占24.5%；广州塔东至南风各站客流约500-900人次，而会展西至琶洲塔各站不超过300人次。

## 爭議

### 试乘期间设施不完善

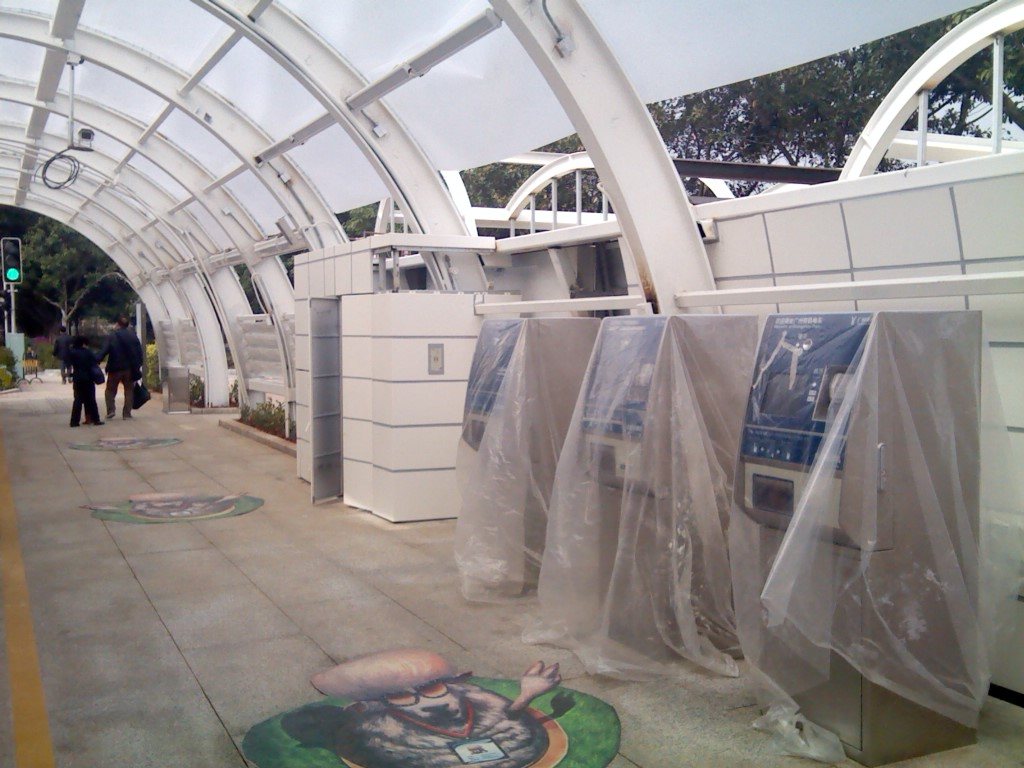
试乘期的会展东站，可见售票机仍然有保护袋覆盖

为了趕及在2014年年底開放让市民乘坐，當時大部分车站的基础设施尚未完善，例如乘客信息指引系统、广播系统、售检票系统均未投入使用，部分车站的钢结构完工后也还没来得及铺上顶篷，部分车站夜间照明不足，多个设备厂家在運營時段內依然在各站忙碌地巡查正线线路上的列车及车站设施。而为了不影响运营，广播音箱、电视、广告灯箱等设备的施工都安排在夜间进行。 
有轨电车公司表示，有轨电车作为广州公共交通的新工具，需要大家支持。同时，试乘期间设备设施处于磨合期，请市民予以配合。
隨著有軌電車進入試運營期，各站基礎設施和設備已經陸續完善。

### 应急设备不可用
2016年6月20日，有市民在会展西站尝试通过站台的应急可视电话询问乘车事宜，却发现该应急设备无法使用；翌日南方都市报记者前来测试，亦发现该设备提示“线路不可用”。对此有轨电车公司回应称，全线设备24小时监控，未发生严重设备故障。

## 未来发展

### 曾提及的延伸/加密段
海珠有轨电车1号线的工程名为“海珠环岛新型有轨电车系统”，本线根据规划将延长，最终形成一条沿海珠区环岛行驶的线路。本线亦预留扩充列车编组为6节的条件，以应付未来可能出现的大客流。
本线试验段开通后，有关部门曾对剩余多段进行前期研究，但均无下文，近期已较少被提及。
- 琶洲加密段：2015年12月，有轨电车公司对海珠有轨电车琶洲加密延伸段进行招标，当中包括一段延伸至琶洲西区的线路。该段从现有南风站与琶醍站区间接出，沿规划中的道路环行一周后接回既有线路，并将设置车站连接磨碟沙站，使有轨电车可接驳地铁8号线、19号线（現28号线）和22号线（现18号线），线路长约3.1公里，均为地面敷设，共设置6座车站[42]。
- 万胜围－新洲段：2015年12月，有轨电车公司对海珠有轨电车琶洲加密延伸段进行招标，当中包括一段沿新港东路行走的线路。次月的招标文件透露了该段的具体走向，将从现有万胜围站向东延伸2.9公里至新洲，设置3座车站，并与规划中的地铁8号线东延段接驳[41]。由于新洲地区在近期有8号线覆盖，当局计划改以公交接驳形式缓解该片区交通不便的问题[43]。
- 仑头－洛溪渡口段：2014年9月30日，海珠有轨电车仑头－洛溪渡口段可行性研究项目的招标工作启动，将在海珠岛的东南侧建设全长10公里的有轨电车，设11个车站，并且在广州大道以东，振兴大街南、北两侧的地皮内设置车辆段一座[44]。仑头－洛溪渡口段西起洛溪渡口，东至仑头，连接生态湿地公园和新中轴线，串起瀛洲生态公园、小洲村、万亩果园、儿童公园等人文及自然景观。其中，在沥滘站与地铁接驳，可接驳地铁3号线、广佛线和规划的中轴新型有轨电车。全线设置车辆段一座，选址在广州大道以东，振兴大街南、北两侧的地块内。2015年5月，该段开始进行第一次环评公示，但当局并未给出开工时间表[45]。
- 洛溪渡口－洲头咀段：2016年2月，有轨电车公司对海珠岛西南的洛溪渡口－洲头咀段进行前期研究招标。该段起于洲头咀公园，大致沿规划环岛路行走，途经太古仓、光大花园、鹤洞大桥、广纸片区、南箕村、大干围等地，最终接入海珠环岛有轨电车仑头段。线路全长约8.3km，均为地面线，共设置11座车站，当中在南石路与地铁11号线接驳，并在南箕村设置一座停车场[46]。

## 备注
1. ↑  取自英语。本线在2021年10月前常被称作“有轨电车THZ1”、“广州有轨电车海珠线”、“广州有轨电车海珠环岛线”或“海珠有轨电车试验段”
2. ↑  2017年底前曾使用水藍色為代表色。
3. ↑  紧凑型牵引变流单元，位于M车牵引高压箱以及Mc车牵引辅助箱（二者的铭牌均未记载型号）内

## 外部連結
- 官方网站
- Youngtram网（主题網站）